# Sphaerogastrella rostralis
Sphaerogastrella rostralis är en tvåvingeart som beskrevs av Toyohi Okada 1974. Sphaerogastrella rostralis ingår i släktet Sphaerogastrella och familjen daggflugor.
Artens utbredningsområde är Thailand. Inga underarter finns listade i Catalogue of Life.